# Жук, Сергей Яковлевич
Сергей Яковлевич Жук (23 марта [4 апреля] 1892, Киев — 1 марта 1957, Москва) — советский гидротехник, генерал-майор инженерно-технической службы (1943), Герой Социалистического Труда (1952), академик АН СССР (1953). Его прах был захоронен в Кремлёвской стене на Красной площади, а имя присвоено институту «Гидропроект» (1957).

## Биография
Родился 23 марта (4 апреля) 1892 года в Киеве.
Окончил 2-ю Киевскую гимназию и Орловский кадетский корпус. После окончания корпуса поступил в Петроградский институт гражданских инженеров, но после окончания первого курса перевёлся на второй курс Института инженеров путей сообщения в Петрограде, который с отличием окончил в 1917 году (по другим данным, в декабре 1916 года окончил Алексеевское военно-инженерное училище в Киеве).
С 1917 года служил в сапёрном батальоне в Сибири. Во время гражданской войны оказался на стороне Белой армии. В конце 1919 года при разгроме армии А. В. Колчака подпоручик С. Я. Жук попал в плен. В 1921—1922 годах работал в Севзапводе, затем был зачислен в Красную Армию, преподавал инженерное дело в Объединённой Киевской военной школе имени С. С. Каменева, в Сумской артиллерийской и в Полтавской пехотной школах.
Был арестован органами ОГПУ СССР по делу «Весна» 10 января 1931 года; обвинён в причастности к контрреволюционной офицерской организации, осуждён судебной коллегией ОГПУ и направлен на строительство Беломорско-Балтийского канала, где проявил себя в качестве инженера и 14 июля 1932 года условно-досрочно был освобождён «для более эффективного использования на строительстве».
В октябре 1932 года был зачислен в кадровый состав ОГПУ СССР, назначен на должность заместителя главного инженера Беломорстроя. С 1933 года — заместитель главного инженера и главный инженер по строительству канала канала имени Москвы. С сентября 1935 года — главный инженер строительства Угличской, Рыбинской и Иваньковской ГЭС (Рыбинский и Угличский гидроузлы). С сентября 1937 года — временно исполняющий обязанности начальника строительства и главный инженер Управления строительства Куйбышевского гидроузла, с июня 1939 года — первый заместитель начальника Управления строительства Куйбышевского гидроузла. С сентября 1939 — главный инженер и первый заместитель начальника Главгидростроя НКВД СССР.
В августе 1941 года был назначен главным инженером и заместителем начальника Главного управления оборонительных работ (ГУОБР) НКВД СССР. Одновременно, с ноября 1941 года был начальником отдела гидротехнических работ Главпромстроя НКВД СССР. Член ВКП(б) с 1942 года.
В 1942—1957 годах — бессменный начальник проектно-изыскательского управления гидротехнических работ (Гидропроект) Главпромстроя НКВД СССР/МВД СССР (много позднее, в марте 1953 года, это управление было выведено из состава МВД СССР и преобразовано в институт «Гидропроект» Министерства электростанций и электропромышленности СССР; его директором до последнего дня жизни оставался С. Я. Жук). С 1944 года являлся также членом технико-экономического Совета Госплана СССР. Одновременно с марта 1948 года — главный инженер Волгодонстроя МВД СССР (в 1949 году это управление переименовано в Главное управление строительства Волго-Донского водного пути («Главгидроволгодонстрой») МВД СССР), отвечал за возведение Волго-Донского канала и Цимлянской ГЭС.
Внёс крупный вклад в создание профессиональной школы советских гидротехников.
Член ЦИК СССР с 1935 года. Избирался депутатом ВС СССР 1-го (1937—1946) и 4-го (1954—1958) созывов. Академик АН СССР с 1953 года, генерал-майор инженерно-технической службы с 1943 года.
После смерти 1 марта 1957 года был кремирован, прах помещён в урне в Кремлёвской стене на Красной площади в Москве.

## Критика
По утверждению ряда американских авторов, С. Я. Жук — один из инициаторов знаменитого проекта поворота сибирских рек в Казахстан и Среднюю Азию. В то же время правдивость данного утверждения сомнительна, потому что решение о начале практической разработки проекта было принято спустя 11 лет после смерти С. Я. Жука, в 1968 году, а различные идеи на эту тему высказывались неоднократно ещё с конца XIX века.
Как главный инженер возглавлял строительство Беломорско-Балтийского канала (1931—1933) и был назван Солженицыным в книге «Архипелаг ГУЛАГ» одним из «главных подручных у Сталина и Ягоды, главных надсмотрщиков Беломора, шестерых наёмных убийц», виновных в гибели десятков тысяч людей. Это заявление оспаривалось, о чём сообщает издание «История Гидропроекта. 1930—2000», однако в телефонном разговоре Солженицын ответил, что «тема для автора закрыта, и он не собирается к ней возвращаться». Тем не менее в более поздних изданиях С. Я. Жук в списке теперь уже «пятерых наёмных убийц» не упоминается.

## Награды и премии
- Герой Социалистического Труда (19.09.1952) — за особо выдающиеся заслуги в строительстве Волго-Донского канала имени В. И. Ленина
- три ордена Ленина (04.08.1933 за обеспечение качественных проектных работ на строительстве Беломорско-Балтийского канала[7]; 05.04.1952; 19.09.1952)
- орден Красного Знамени (30.01.1951)
- орден Трудового Красного Знамени (14.07.1944)
- два ордена Красной Звезды (14.07.1937; 10.12.1945)
- медаль «За боевые заслуги» (03.11.1944)
- медаль «За трудовую доблесть» (26.04.1940)
- медаль «За доблестный труд в Великой Отечественной войне 1941—1945 гг.» (1945)
- Сталинская премия второй степени (1950) — за разработку проекта Волго-Донского канала.
- Сталинская премия первой степени (1951) — за разработку проектного задания Куйбышевской ГЭС на Волге.
- Заслуженный работник МВД СССР (02.11.1948)

## Воинские и специальные звания
- дивинженер (28.08.1936)
- старший майор государственной безопасности (11.09.1940)
- генерал-майор инженерно-технической службы (22.02.1943)

## Память
- В честь Сергея Яковлевича был назван теплоход «С. Я. Жук». Порт приписки г. Днепродзержинск, ДДСУ «Гидромеханизация». С 1978 года использовался на строительстве Запорожской АЭС[8].
- С 1957 года Всероссийский проектно-изыскательский и научно-исследовательский институт «Гидропроект» носит имя С. Я. Жука.
- В городе Балаково Саратовской области есть улица имени академика Жука.
- В городе Казминское Ставропольского края есть улица имени Сергея Жук'а.